# Made in Питер
«Made in Пи́тер» — альбом российской хеви-метал-группы «Маврин», выпущенный на лейбле CD-Maximum 8 ноября 2007 года.

## Об альбоме
Материал для данного DVD был снят 28 октября во время санкт-петербургского концерта группы «Маврин». На первый диск вошло 14 композиций, на втором представлены различные бонусы.

## Список композиций

### DVD 1
Все тексты написаны Маргаритой Пушкиной, кроме отмеченного, вся музыка написана Сергеем Мавриным, кроме 3.
| №   | Название                   | Текст песни           | Музыка                | Длительность |
| --- | -------------------------- | --------------------- | --------------------- | ------------ |
| 1.  | «Интро» (инструментал)     | —                     |                       | 3:15         |
| 2.  | «Вольная птица»            | Маврин                |                       | 5:16         |
| 3.  | «Хранитель»                |                       | Юрий Алексеев, Маврин | 3:46         |
| 4.  | «Пусть настанет завтра»    |                       |                       | 4:26         |
| 5.  | «Пока боги спят»           | Маврин, Анна Балашова |                       | 7:29         |
| 6.  | «Химический сон»           |                       |                       | 5:53         |
| 7.  | «Стая»                     | Маврин                |                       | 5:17         |
| 8.  | «Воины»                    | Маврин                |                       | 8:54         |
| 9.  | «Падший»                   | Ю. Кей, Маврин        |                       | 6:27         |
| 10. | «Свет дневной иссяк…»      |                       |                       | 6:28         |
| 11. | «Откровение»               |                       |                       | 6:22         |
| 12. | «Рождённые жить»           | Маврин                |                       | 6:08         |
| 13. | «Город, стоящий у солнца»  | Маврин                |                       | 7:27         |
| 14. | «Будем жить, мать Россия!» |                       |                       | 9:15         |

### DVD 2
| №  | Название                 | Длительность |
| -- | ------------------------ | ------------ |
| 1. | «Истории Сергея Маврина» |              |
| 2. | «Мобильные приколы»      |              |
| 3. | «Бонусы»                 |              |

## Участники записи
- Андрей Лефлер — вокал
- Сергей Маврин — гитара, клавишные
- Юрий Алексеев — гитара
- Александр Швец — бас-гитара
- Павел Элькинд — ударные